# Ceroplastes bruneri
Ceroplastes bruneri är en insektsart som beskrevs av Cockerell och Cockerell in Cockerell 1902. Ceroplastes bruneri ingår i släktet Ceroplastes och familjen skålsköldlöss. Inga underarter finns listade i Catalogue of Life.